# Франц Себастиан фон Тюрхайм
Франц Себастиан фон Тюрхайм (на немски: Franz Sebastian Graf von Thürheim; * 2 февруари 1665; † 10 април 1726) е австрийски граф от стария швабски род Тюрхайм, който през 1629 г. се остановява в Горна Австрия и се нарича на резиденцията им в Тюрлесберг при Унтертюрхайм до Дунав в Баварска Швабия. От 3 май 1717 г. той е генерал-фелдмаршал на „Ербланде на Дом Австрия“.

## Живот
Той е син на граф Франц Леополд фон Тюрхайм (1624 – 1700) и първата му съпруга графиня Сузана Франциска фон Брандис († 1676), дъщеря на граф Андреас Франц Вилхелм фон Брандис († 1662), фрайхер цу Леонберг и Форст и Ева Мария фон Урзенбек. Баща му се жени втори път на 25 ноември 1681 г. за фрайин Йохана Елеонора Свиховски з Риземберк (1651 – 1718) и той е полубрат на граф Франц Ернст фон Тюрхайм (* 1688), женен за Мария Терезия фон Халвил († 1730).
Дядо му, Йохан Кристоф фон Тюрхайм (1589 – 1634), купува през 1629 г. дворец Вайнберг в Горна Австрия. През 1666 г. австрийският род е издигнат на имперски граф. Дворецът Вайнберг остава собственост на фамилията до измирането на рода през 1961 г.
Франц Себастиан се бие в Турската война (1683 – 1699), в Испанската наследствена война (1701 – 1714) и Турската война (1716 – 1718). От 1717 г. той е фелдмаршал.

## Фамилия
Франц Себастиан фон Тюрхайм се жени за графиня Мария Максимилиана фон Залбург, фрайин фон Фалкенщайн (* ок. 1668; † 1746), дъщеря на граф Готхард Хайнрих фон Залбург (1639 – 1707), фрайхер фон Фалкенщайн и Ранаридл, и графиня Мария Йохана Барбара Поликсена фон Алтхан († 1670), дъщеря на граф Михаел Йохан фон Алтхан (1607 – 1649) и графиня Мария Маргарета фон Егенберг († 1657). Те имат децата:
- Мария Роза Регина фон Тюрхайм (* 7 септември 1705, Виена; † 20 март 1777), омъжена на 23 юли 1726 г. за граф Франц Венцел фон Валис (* 4 октомври 1696; † 14 януари 1774)
- Мария Антония фон Тюрхайм (* 13 декември 1706; † 1785), омъжена на 15 август 1731 г. във Виена за 4. херцог Никола Иполито III Ревертера дела Саландра (* 26 октомври 1676, Трикарико; † 28 февруари 1752, Неапол)
- Франц Лудвиг фон Тюрхайм (* 27 юни 1710; † 10 юни 1782, Виена), императорски фелдмаршал и кемерер на 1 юни 1766 г.